# Esquerra caviar
Esquerra caviar, esquerra de saló i, de vegades, progres, són expressions polítiques d'ús col·loquial i normalment despectiu, utilitzades per referir-se a aquells que proclamen tenir idees d'esquerra però que mantenen una vida amb certs luxes o allunyada dels ideals que alguns suposen propis d'una política d'esquerra.

## Origen del terme
L'expressió «esquerra caviar» té el seu origen en l'expressió francesa gauche caviar, que fa referència als polítics d'esquerra que provenen d'una classe social privilegiada. S'utilitza com a complement la paraula caviar per l'alt preu del mateix per connotar un alt poder adquisitiu. Els termes gauche caviar i gauche champagne van ser utilitzats en els anys 1980 pels detractors de François Mitterrand.
Igualment, el seu origen es relaciona amb l'etiqueta en francès gauche champagne, que va sorgir de la percepció de l'activitat de proposar brindis als famosos socialistes amb xampany, originada en 1855, d'un text del filòsof Alexander Herzen, que en From the Other Shore va escriure: 
Són ells, ningú més, els que s'estan morint de fred i de gana... mentre tu i jo a les nostres habitacions de la primera planta estem xerrant sobre el socialisme prenent pastissos i xampany.
Un terme semblant, encunyat per Tom Wolfe als EUA, és el de radical chic.